# Route nationale 912 (Belgique)
 (avril 2020).
Si vous disposez d'ouvrages ou d'articles de référence ou si vous connaissez des sites web de qualité traitant du thème abordé ici, merci de compléter l'article en donnant les références utiles à sa vérifiabilité et en les liant à la section « Notes et références ».
Pour les articles homonymes, voir Route 912.
La route nationale 912 est une route nationale de Belgique de 34 kilomètres qui relie Farciennes à Eghezée via Velaine-sur-Sambre et Bovesse

## Description du tracé

### Communes sur le parcours
- Région wallonne
  -  Province de Hainaut
    - Farciennes
    - Lambusart
    - Keumiée

  -  Province de Namur
    - Velaine-sur-Sambre
    - Onoz (Jemeppe-sur-Sambre)
    - Saint-Denis
    - Meux (Eghezée)
    - Dhuy (Eghezée)
    - Longchamps (Eghezée)
    - Eghezée